# Pini (Crimea)
Pini (en (ucraïnès): Піни, en rus: Пены, Peni) és un poble de la República Autònoma de Crimea a Ucraïna, que el 2014 tenia 390 habitants. Pertany al districte de Nijnegorski.